# Vikar
Beseda vikar na splošno pomeni predstavnik, namestnik ali pooblaščenec. Najpogosteje se uporablja v rimskokatoliški Cerkvi kot naziv za posebnega predstavnika škofa ali župnika.

## Zgodovina
Vikariat je zgodovinsko pomenil cerkveno upravno enoto, ki je bila manjša kot župnija oziroma je bila del župnije in jo je vodil vikar. Tako imajo nekatere samostojne župnije, zlasti v Škofiji Koper, še vedno naziv vikariat, vendar so se te se v zadnjih letih s svojimi lokalnimi cerkvami in njihovim premoženjem večinoma preoblikovale v podružnice.  

### Vikariat kot personalna cerkvena ustanova
V tem kontekstu je bil vikariat organizacijska oblika, kjer je vikar duhovno skrbel za določeno skupino ljudi, ne glede na njihovo geografsko lokacijo.
Takšni vikariati so bili pogosto ustanovljeni za posebne pastoralne potrebe, kot npr. za vojaško osebje, študente, delavce v tujini ali druge skupine, ki niso bile vključene v župnijsko skupnost oz. občestvo. Takšni vikariati so lahko obstajali do uveljavitve Zakonika cerkvenega prava (Codex iuris canonici) iz leta 1983.

## Vikarji danes
Vikarji v sodobni Sloveniji so vezani na ureditev in pravni status izvajanja duhovne oskrbe v Slovenski vojski (glej vojaški vikariat Slovenske vojske in vojaški vikar) v Policiji (glej Policijski vikar) ter v zaporih.
Tovrstni vikariati omogočajo stalno duhovno oskrbo tudi v okoljih, kjer običajna župnijska pastorala ni mogoča. Vojaški, policijski in zaporniški vikarijati sedaj ne delujejo kot klasične cerkvene ustanove, temveč kot pastoralne službe znotraj škofij ali v sodelovanju z državo. Gre za uradno priznano in dogovorjeno obliko verske dejavnosti, ki jo izvajajo duhovniki, v okviru državnih služb. Ta status jim omogoča dostop do oseb v teh sistemih in izvajanje verskih obredov, pogovorov in podobno, temelji pa na spoštovanju verske svobode in pravice do duhovne oskrbe (na podlagi pravice do svobodne veroizpovedi, zapisane v 41. členu Ustave RS).

### Vojaški vikar
Vojaški vikar je naslov vojaškega duhovnika, ki vodi vojaške kaplane in je zadolžen za celotno duhovno oskrbo v oboroženih silah (pri nas: Slovenska vojska) kake države.

## Generalni vikar
V vsaki škofiji mora krajevni škof postaviti generalnega vikarja, ki mu pomaga pri vodstvu celotne škofije. Generalni vikar ima v vsej škofiji po funkciji krajevnemu škofu enako izvršno oblast, kot jo ima škof po cerkvenem pravu. Generalni vikar opravlja administrativne zadeve in škofu poroča o pomembnih zadevah, ki so že bile opravljene, bodisi jih je treba prednostno opraviti v škofiji. 